# هربرت سكوت
هربرت سكوت (بالإنجليزية: Herbert Scott)‏ هو لاعب كرة قدم أمريكية أمريكي، ولد في 18 يناير 1953 في فرجينيا بيتش في الولايات المتحدة.

## وصلات خارجية
- هربرت سكوت على موقع مرجع كرة القدم المحترفة.كوم (الإنجليزية)